# Jean Josselin
Jean Pierre André Josselin (* 6. Januar 1940 in Besançon; † 7. Februar 2021 in Gray) war ein französischer Boxer. Er war Europameister bei den Profiboxern und gewann als Amateurboxer bei der Europameisterschaft 1961 eine Bronzemedaille, jeweils im Weltergewicht.

## Leben

### Karriere als Amateurboxer
Jean Josselin begann als Jugendlicher mit dem Boxen. Er gehörte dem Boxklub Ring Olympique Bisontin an. Im Alter von 19 Jahren wurde er vom französischen Amateur-Boxverband erstmals auf internationaler Ebene eingesetzt. Er stand in der französischen Mannschaft, die im April 1959 in Berlin einen Länderkampf gegen die Bundesrepublik Deutschland bestritt. Dabei verlor er im Weltergewicht gegen Hans-Heinrich Dieter nach Punkten. Im Mai 1959 vertrat er die französischen Farben bei der Europameisterschaft der Amateure in Luzern. Er verlor dort seinen Kampf im Achtelfinale gegen Bruno Guse aus der DDR durch Disqualifikation in der 2. Runde und schied damit aus. Damit belegte er in der Endabrechnung den 9. Platz.
1960 wurde Jean Josselin französischer Meister der Amateure im Weltergewicht. Er leistete zu diesem Zeitpunkt seinen Militärdienst ab und konnte deshalb an der CISM-Militär-Weltmeisterschaft in Wiesbaden teilnehmen. Dort erreichte er im Weltergewicht das Finale, in dem er Ken Suhowsky aus den Vereinigten Staaten besiegte und damit Militär-Weltmeister wurde. Im Juli 1960 schlug er in Besançon im Rahmen eines Länderkampfes gegen Deutschland Jürgen Rölli nach Punkten.
Im September 1960 startete er auch bei den Olympischen Spielen in Rom. In seinem einzigen Kampf, den er dort bestritt, traf er in der Runde der "letzten 32" auf den italienischen Lokalmatadoren und Ausnahmeboxer Nino Benvenuti, gegen den er nach Punkten (0:5 RS) verlor. Er belegte damit mit allen Verlierern seiner Runde gemeinsam den 17. Platz.
Den größten Erfolg als Amateurboxer erreichte Jean Josselin bei der Europameisterschaft 1961 in Belgrad. Er siegte dort im Weltergewicht über Bohumil Němeček aus der Tschechoslowakei und über Henry Perry aus Irland nach Punkten. Im Halbfinale unterlag er Ričardas Tamulis aus der Sowjetunion und gewann damit eine EM-Bronzemedaille.

### Karriere als Berufsboxer
Nach dieser Europameisterschaft wechselte Jean Josselin in das Profilager. Seinen ersten Kampf bestritt er am 4. Dezember 1961 im Palais des Sports in Paris. Er kam dabei im Weltergewicht zu einem Punktsieg über seinen Landsmann Rene Fauchez. Er gewann zu Beginn seiner Karriere als Profi 19 Kämpfe in Folge. Der bemerkenswerteste Erfolg in dieser Serie war der Punktsieg über den französischen Exmeister im Weltergewicht Sauveur Chiocca am 26. Januar 1963 in Villeurbanne. Am 25. Februar 1963 musste er dann in Paris im Kampf gegen seinen alten Rivalen im Amateurlager, Claude Saluden, der inzwischen auch Profi geworden war, seine erste Niederlage hinnehmen. Er verlor nach 10 Runden gegen Saluden nach Punkten.
Am 8. November 1965 wurde Jean Josselin im Palais des Sport in Paris mit einem Punktsieg nach 15 Runden über François Pavilla französischer Meister der Profis im Weltergewicht. Ein halbes Jahr später, am 25. April 1966 siegte er in Paris im Kampf um den vakanten Europameistertitel der EBU im Weltergewicht über den Waliser Brian Curvis durch Abbruch in der 14. Runde und holte sich damit diesen Titel.
Am 6. August 1966 absolvierte er in Johannesburg/Südafrika auch einen Weltmeisterschaftskampf. Er boxte dort gegen den Südafrikaner Willie Ludick um den vakanten Weltmeistertitel im Weltergewicht nach Version des Südafrikanischen Box-Verbandes und verlor diesen Kampf nach 15 Runden nach Punkten. Am 28. November 1966 boxte er als Herausforderer in Dallas um den WBC- und WBA-Weltmeistertitel im Weltergewicht gegen den US-Amerikaner Curtis Cokes, dem er aber nach 15 Runden einen Punktsieg überlassen musste.
Am 17. Mai 1967 verlor er in San Remo den Europameistertitel im Weltergewicht durch eine Punktniederlage nach 15 Runden gegen Carmelo Bossi aus Italien. Am 3. Mai 1968 bestritten beide Boxer in Rom die Revanche, bei der es wieder um den Europameistertitel ging und in der wiederum Carmelo Bossi nach 15 Runden nach Punkten gewann. Ein Vierteljahr vorher, am 25. Februar 1968 stellte sich Curtis Cokes im Palais des Sport Jean Josselin zur Revanche, bei der es aber nicht um den Weltmeistertitel ging. Curtis Cokes gewann auch diesen Kampf nach 10 Runden nach Punkten.
Am 5. Mai 1969 gewann Jean Josselin in Paris durch einen Techn. K.-o.-Sieg in der 8. Runde über den Italiener Silvano Bertini wieder den Europameistertitel im Weltergewicht. Er musste diesen Titel aber schon gut vier Monate später, am 25. September 1969, in Wien durch eine K.-o.-Niederlage in der 4. Runde an den Österreicher Hans Orsolics abgeben. Am 17. November 1969 kämpfte Jean Josselin in seiner Karriere in Paris letztmals um einen Meistertitel. Es ging um die französische Meisterschaft im Weltergewicht und er verlor diesen Kampf durch Techn. K. o. in der 6. Runden gegen Roger Menetrey aus Annecy.
Er boxte aber weiter und akzeptierte auch weiterhin schwere Gegner. Am 22. Juni 1970 besiegte er z. B. in Barcelona den spanischen Meister und späteren Welt- und Europameister im Weltergewicht José Manuel Durán nach Punkten. Am 23. August 1971 boxte er in Inglewood/USA gegen den amtierenden WBC- und WBA-Weltmeister José Nápoles, verlor diesen Kampf allerdings durch K. o. in der 5. Runde. Den letzten Kampf in seiner Karriere absolvierte er am 11. März 1972 in Johannesburg und verlor dabei im Mittelgewicht gegen Jan Kies in der 1. Runde durch K. o. Danach beendete er seine Boxer-Karriere.

#### Meisterschaftskämpfe als Profi
| Jahr | Ort          | Meistertitel                         | Gewichtsklasse | Ergebnis                                                          |
| ---- | ------------ | ------------------------------------ | -------------- | ----------------------------------------------------------------- |
| 1965 | Paris        | von Frankreich                       | Welter         | Punktsieg nach 15 Runden über François Pavilla                    |
| 1966 | Paris        | von Europa (EBU)                     | Welter         | Abbruchsieg in der 14. Runde über Brian Curvis, Großbritannien    |
| 1966 | Johannesburg | der Welt n. Südafrikanischer Version | Welter         | Punktniederlage nach 15 Runden gegen Willie Ludick, Südafrika     |
| 1966 | Dallas       | der Welt (WBC und WBA)               | Welter         | Punktniederlage nah 15 Runden gegen Curtis Cokes, USA             |
| 1967 | San Remo     | von Europa (EBU)                     | Welter         | Punktniederlage nach 15 Runden gegen Carmelo Bossi, Italien       |
| 1968 | Rom          | von Europa (EBU)                     | Welter         | Punktniederlage nach 15 Runden gegen Carmelo Bossi                |
| 1969 | Paris        | von Europa (EBU)                     | Welter         | Techn. K.O.-Sieg in der 8. Runde über Silvano Bertini, Italien    |
| 1969 | Wien         | von Europa (EBU)                     | Welter         | K.O.-Niederlage in der 4. Runde gegen Johann Orsolics, Österreich |
| 1969 | Paris        | von Frankreich                       | Welter         | Techn. K.O.-Niederlage in der 6. Runde gegen Roger Menetrey       |

Erläuterungen
- WBC = World Boxing Council
- WBA = World Boxing Association
- EBU = Europäische Box-Union
- Weltergewicht, Gewichtsklasse bis 67 kg Körpergewicht (Amateurbereich)